# Макнеллі Торрес
Макнеллі Торрес (ісп. Macnelly Torres, нар. 1 листопада 1984, Барранкілья) — колумбійський футболіст, півзахисник саудівського «Аш-Шабаба» та збірної Колумбії.

## Клубна кар'єра
Народився 1 листопада 1984 року в місті Барранкілья. Вихованець футбольної школи місцевого клубу «Атлетіко Хуніор». Дорослу футбольну кар'єру розпочав 2003 року в основній команді того ж клубу, в якій провів два сезони, взявши участь у 79 матчах чемпіонату.
Протягом 2005—2008 років захищав кольори команди клубу «Кукута Депортіво».
Своєю грою за останню команду привернув увагу представників тренерського штабу чилійського «Коло-Коло», до складу якого приєднався 2008 року. Відіграв за команду із Сантьяго наступні три сезони своєї ігрової кар'єри. Більшість часу, проведеного у складі «Коло-Коло», був основним гравцем команди.
Згодом з 2011 по 2013 рік грав у складі команд мексиканського «Сан-Луїса» та рідного «Атлетіко Насьйональ».
До складу клубу «Аш-Шабаба» приєднався 2013 року.

## Виступи за збірну
2007 року дебютував в офіційних матчах у складі національної збірної Колумбії. Наразі провів у формі головної команди країни 39 матчів, забивши 3 голи.
У складі збірної був учасником розіграшу Кубка Америки 2007 року у Венесуелі, а також розіграшу Золотого кубка КОНКАКАФ 2005 року у США.

## Титули і досягнення
- Чемпіон Колумбії (6):

«Атлетіко Хуніор»: 2004-II
«Депортіво Кукута»: 2006-II
«Атлетіко Насьйональ»: 2011-I, 2013-I, 2015-II, 2017-I
- Чемпіон Чилі (2):

«Коло-Коло»: 2008, 2009
- Володар Кубка Колумбії (2):

«Атлетіко Насьйональ»: 2012, 2016
Володар Суперліги Колумбії (2):
«Атлетіко Насьйональ»: 2012, 2016
- Володар Кубка Лібертадорес (1):

«Атлетіко Насьйональ»: 2016
- Володар Рекопи Південної Америки (1):

«Атлетіко Насьйональ»: 2017
- Володар Королівського кубка Саудівської Аравії (1):

«Аш-Шабаб»: 2014
- Володар Кубка Парагваю (1):

«Лібертад»: 2019